# 大坪秀敏
大坪秀敏（おおつぼ ひでとし、1949年 - ）は、歴史学者。
1971年龍谷大学文学部国史学科卒業　2018年現在　龍谷大学史学会会員

## 論文
- 藤原仲麻呂の新羅征討計画における国司任命について (第50号記念号)　*: 大坪 秀敏  史聚 (50), 60-72, 2017-04
- 百済王氏と藤原仲麻呂の関係成立についての一考察 : 「藤原武智麻呂伝」を手がかりとして　*: 大坪 秀敏  竜谷史壇 (141), 1-53, 2015-07
- 桓武朝における百済王氏　*: 大坪 秀敏  竜谷史壇 (119・120), 118-177, 2003-03
- 光仁朝における百済王氏　*: 大坪 秀敏  竜谷史壇 (113), 19-52, 1999-10
- 称徳・道鏡政権下における百済王氏　*: 大坪 秀敏  竜谷史壇 (99・100), p124-156, 1992-11
- 背奈氏に対する賜姓の一考察　*: 大坪 秀敏  国史学研究 18, 34-65, 1992-08-31
- 猪名庄立庄に関する一私論(史煙)　*: 大坪 秀敏  地域史研究 : 尼崎市史研究紀要 21(3), 53-54, 1992-03-31
- 百済王氏交野移住に関する一考察　*: 大坪 秀敏  竜谷史壇 (96), p25-56, 1990-07
- 大仏造営過程における百済系渡来人 : 百済王氏を中心に　*: 大坪 秀敏  国史学研究 15, 1-29, 1989-03-31
- 百済王賜姓に関する一考察　*: 大坪 秀敏  国史学研究 13, 1-26, 1987-03-30
- 聖武天皇の難波行幸に関する一試論 : 百済王氏との関連性を中心に　*: 大坪 秀敏  国史学研究 11, 58-70, 1985-03-31

## 著作
『百済王（くだらこにきし）氏と古代日本』雄山閣　2018年